# Youssef Chida
Youssef Chida (Helmond, 27 mei 1986) is een Nederlands profvoetballer die uitkomt voor Dijkse Boys.
Hij volgde de jeugdopleiding bij Helmond Sport. Sinds het seizoen 2004/2005 komt de aanvaller uit voor het selectie-elftal; in dat seizoen speelde hij twee wedstrijden voor de hoofdmacht. In seizoen 2006/2007 kwam hij eenmaal uit, maar in het seizoen 2007/2008 maakte hij deel uit van het basiselftal en speelde hij 33 wedstrijden. Hierin scoorde hij zes maal.
Vanaf 2010 speelt hij voor Dijkse Boys in de Zondag Topklasse.

## Carrière
| Seizoen    | Club          | Wedstrijden | Doelpunten | Competitie                     |
| ---------- | ------------- | ----------- | ---------- | ------------------------------ |
| 2004/05    | Helmond Sport | 2           | 0          | Eerste divisie                 |
| 2006/07    | Helmond Sport | 1           | 0          | Eerste divisie                 |
| 2007/08    | Helmond Sport | 33          | 6          | Eerste divisie                 |
| 2008/09    | Helmond Sport | 36          | 7          | Eerste divisie                 |
| 2009/10    | Helmond Sport | 27          | 2          | Eerste Divisie                 |
| 2009/10    | Dijkse Boys   | 14          | 8          | Zondag Topklasse               |
| 2010/heden | Lutlommel VV  | 0           | 0          | Vierde Nationale klasse België |
| Totaal     |               | 113         | 23         |                                |